# Греки в Санкт-Петербурге
Греки в Санкт-Петербурге — собирательное название греков, временно или постоянно проживающих в Санкт-Петербурге. Хотя сегодня количество греков слишком малочисленно, чтобы называться полноценной диаспорой[уточнить], греческая община в Петербурге является одной из старейших и оставила заметный культурный след в городе.

## Численность
Формально в городе проживает 1154 грека по данным переписи 2010 года, однако в реальности греческое происхождения в городе имеют 2 — 2,5 тысяч, хотя они подверглись ассимиляции, отличить их могут характерные фамилии, такие, как например Феофанович, Феофилактович, Харлампиевич и т. д. Большинство чистокровных греков — люди преклонного возраста, имеющие в половине случаев детей от смешанного брака, часть из которых считает себя либо греками, либо русскими.
Динамика численности греческого населения в городе Санкт-Петербурге
| 1897 | 1926 | 1939 | 1959 | 1970 | 1979 | 1989 | 2002 | 2010 |
| ---- | ---- | ---- | ---- | ---- | ---- | ---- | ---- | ---- |
| 255  | 374  | 558  | —    | 782  | 1065 | 1590 | 1448 | 1154 |

## История

### Царская Россия

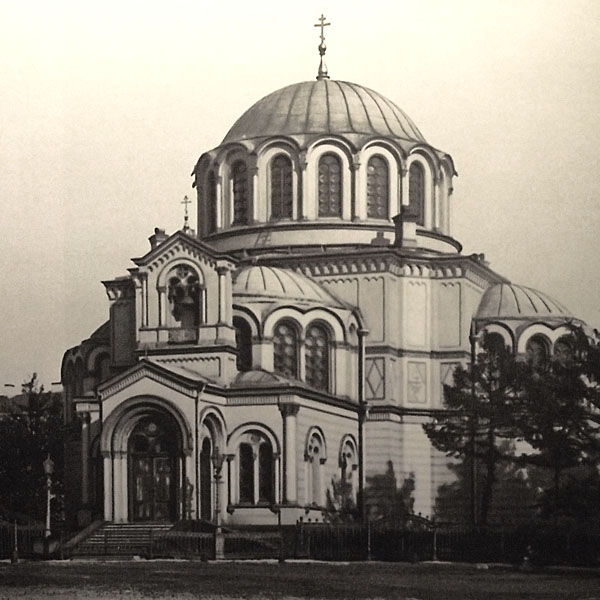
Греческая церковь, возведённая в 1865 году и снесённая в 1962 году

Первые греки стали селиться в Петербурге фактически со дня его основания, часто поступая на военную и гражданскую службу и пополняя российское дворянство. Это были в основном моряки из портов Средиземноморья или бежавшие поданные Османской империи. Пётр I ценил греков как сведущих в морском деле и нанимал их для работы на Адмиралтейских верфях.
Греки активно занимались торговлей, привозя товары из Средиземного моря. Так между набережной Мойки и Миллионной улицей образовалась первая греческая слобода, где был организован крупный Харчевый рынок. После масштабного пожара греки образовали новую слободу в Песках, возле нынешнего Лиговского проспекта. В городе жили несколько знатных родов греческих купцов и банкиров. Так, к Петру на службу поступил Иван Федосеевич Боцис, некогда служивший в венецианском флоте и известный тем, что принимал участие в сражениях Северной войны и в разорительных набегах на Швецию. Даже после смерти Петра многие греки оставались приближёнными к императорскому двору.
События Крымской войны привели к многочисленному бегству греческого православного населения из турецких территорий, в том числе и в Петербург. Так, в 1865 году на средства миллионера Константина Бернардаки греческой общиной была возведена греческая церковь, богослужение в которой длилось до 1939 года.
В Петербурге какое-то время проживал Иоанн Каподистрия в качестве министра иностранных дел. Впоследствии он станет правителем независимой Греции. Другой известный деятель — Николай Кристофари — стал первым владельцем сберкнижки в России, который, будучи бедным иммигрантом за годы работы в городе, сумел стать известным общественным деятелем и работать в сфере благотворительности и банковского управления. Также в Петербурге родился и вырос известный поэт, драматург и переводчик Василий Капнист, его потомки также выступали сенаторами, литераторами и революционерами и даже становились жертвами репрессий после революции.

### Советский период
Известно, что после революции греки, происходящие из знатных семей, стали жертвами репрессий. В эпоху НЭПа многие греческие торговцы, хлебопеки, владельцы ресторанов продолжали успешно развивать своё дело. Греческая церковь в 1939 году была закрыта, а в 1962 году — снесена. Иосиф Бродский посвятил этому событию короткое стихотворение;

Теперь так мало греков в Ленинграде, Что мы сломали Греческую церковь— Иосиф Бродский
О жизни греческой общины в период между 1920-ми и 1950-ми годами ничего не известно; они могли стать жертвами сталинских репрессий и ассимилироваться в русское общество. Для избегания репрессий детей в смешанных семьях записывали на фамилию русского родителя. А у 80 % семей с греческими корнями в Петербурге кто-то из родственников был репрессирован.
Однако после Второй мировой войны греки снова начинают переселяться в город и формируют греческую общину в 70-е годы. Небольшая часть греков представляла собой политэмигрантов, бежавших из Греции после поражения в гражданской войне 1947-50 годов. Большинство понтийских греков родом из с черноморского побережья. 10 % родом из Мариуполя. Члены общины долгое время оставались разрозненными до появления национальных общественных мероприятий и интернета. Первое официальное сообщество греков было зарегистрировано в 1992 году.
После распада СССР некоторые греки уехали на историческую родину, получив такую возможность.

## Современность
По неофициальным данным, в Петербурге проживает 2000—2500 греков, большинство из которых родом из черноморского побережья. 10 % родом из Мариуполя. Старшее поколение греков хорошо владеет греческим языком и проживало в местах компактного греческого поселения. Среди молодого поколения носителями языка являются 38 % опрошенных. В большинстве семей в качестве основного языка общения используется русский. Большинство греков Петербурга религиозны и долгое время добиваются от властей восстановления греческого храма, помимо этого они отмечают день независимости Греции от Османской империи.
В 2003 был создан «Русско-Греческий Клуб имени Димитрия Бенардаки», который также борется за восстановление греческой церкви и организует разные культурные греческие выставки и мероприятия.
В 2007 году греческой общиной была образована молодёжная общественная организация «Аэтос» с футбольным клубом.